# Louis Braun
Pour les articles homonymes, voir Braun.
Louis Braun, officiellement Ludwig Braun, né le 23 septembre 1836 à Schwäbisch Hall et mort le 18 février 1916 à Munich, est un peintre wurtembergeois. Professeur de peinture de l'Académie des beaux-arts de Munich il est connu comme peintre d'histoire et peintre de bataille.

## Vie et œuvre
Il étudie à l'université technique de Munich puis à l'école d'art de Stuttgart. En 1857, il devient membre du Corps Stauffia (de) à Stuttgart. Il illustre la Guerre des Duchés en 1864. Il accompagne ensuite l'armée allemande lors de la guerre de 1870-71, et réalise l'Entrée des troupes de Mecklenburg à Orléans, la Capitulation de Sedan, La Bataille de Sedan (présenté sous forme de panorama à Francfort sur le Main), Les Allemands à Versailles, et L'Entrée de l'armée allemande à Paris. Après le succès du panorama de Sedan, il produit la Bataille de Mars-la-Tour (1884) ; Panorama des Colonies allemandes (avec Hans von Petersen, 1885) ; la Bataille de Lützen (1892) ; le Panorama de la bataille de Morat (1893-1894).
Il est le père de l'athlète et sculpteur Hanns Braun.

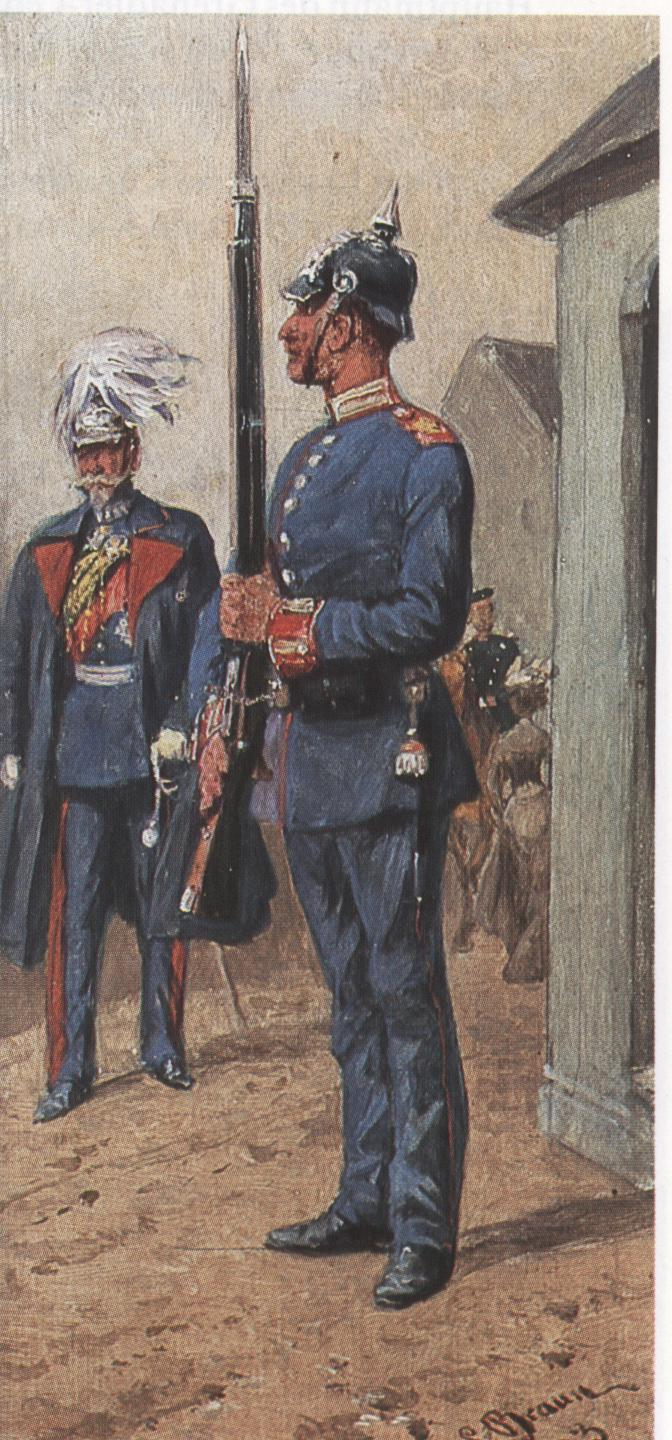
Louis Braun, Garde du régiment d'infanterie du Corps royal bavarois (de).
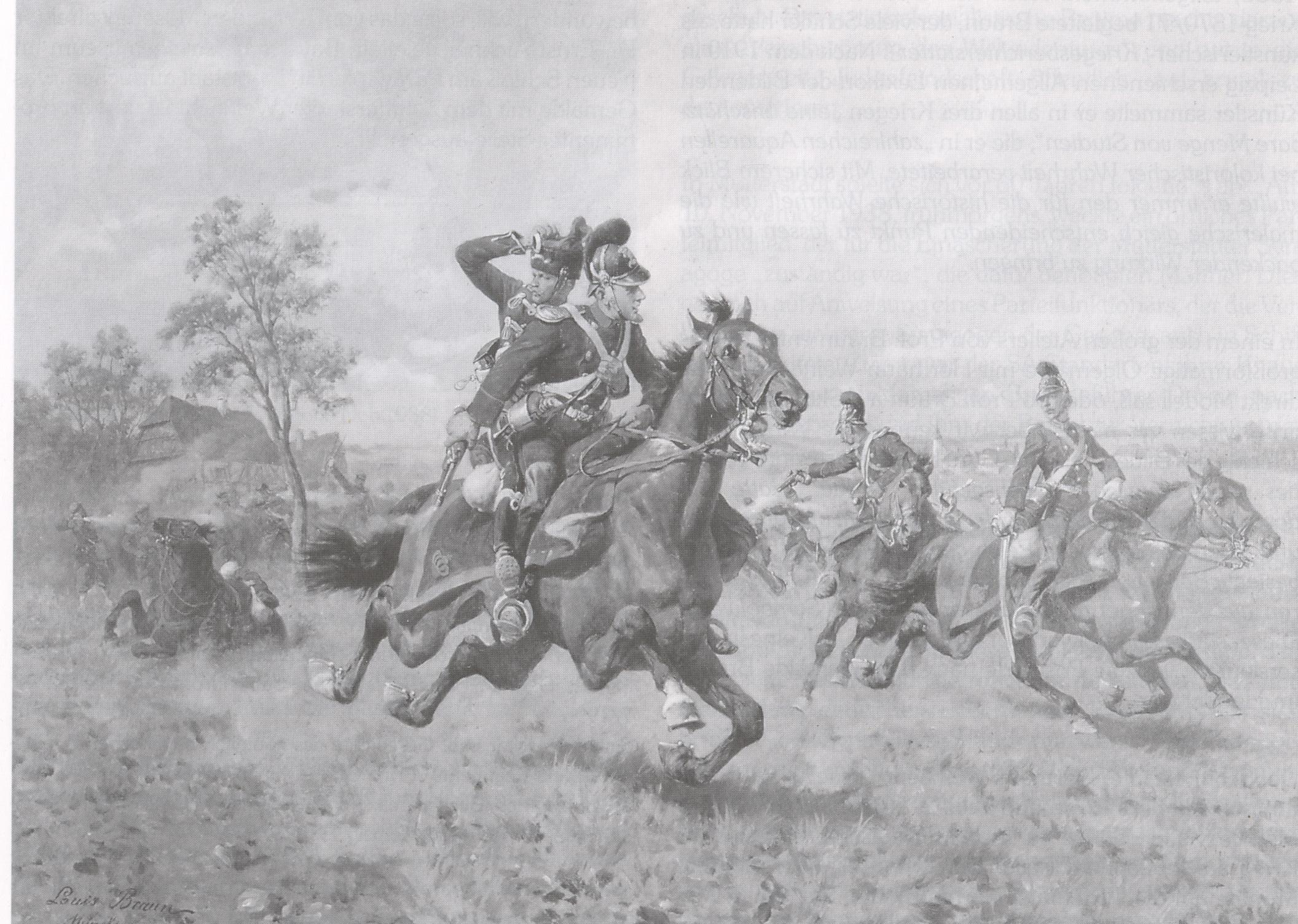
Louis Braun, Sturzelbronn, 1er août 1870 ; un tableau très célèbre.
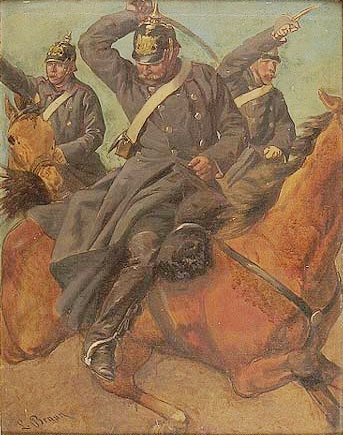
Louis Braun, Dragons du Wurttemberg, 1870.
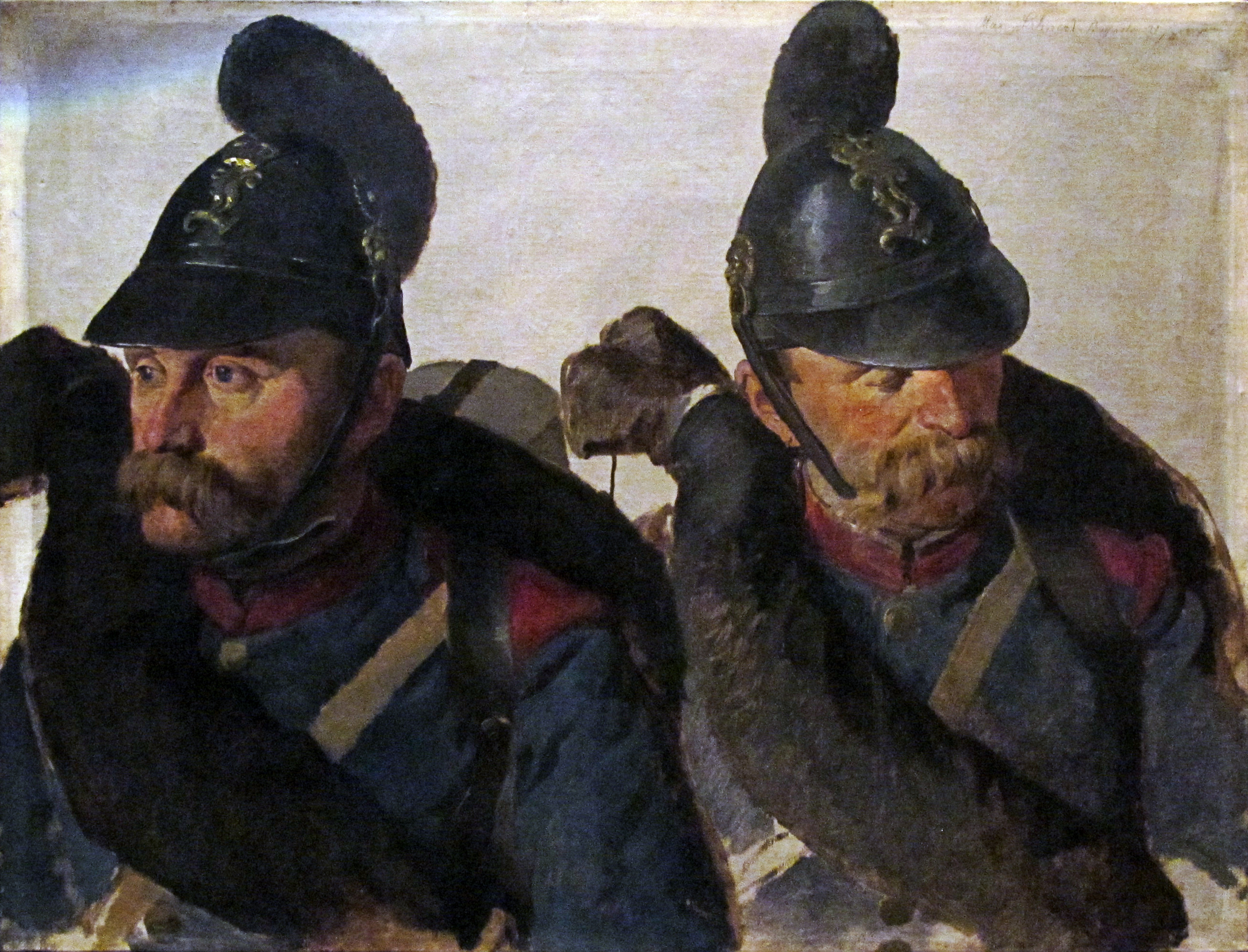
Max Lehner, ambulancier
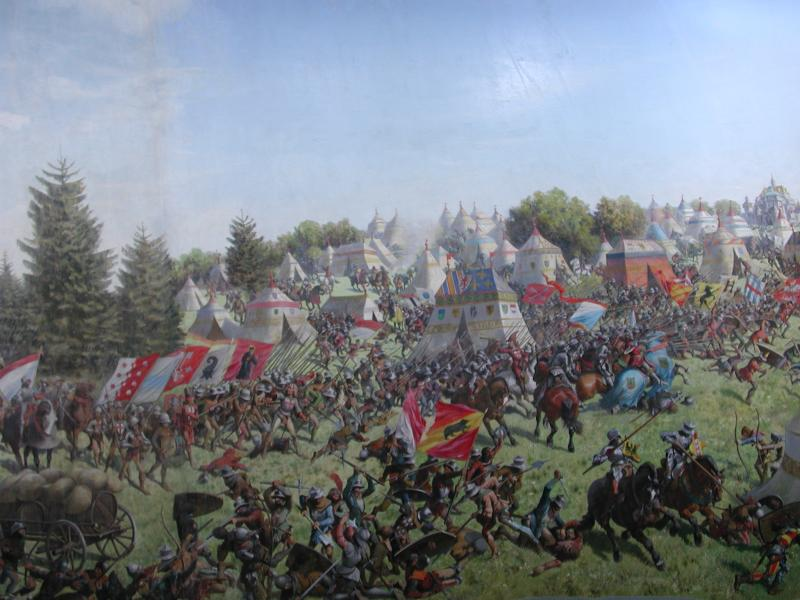
Détail du Panorama de la bataille de Morat

## Le panorama de Sedan
Louis Braun réalise le panorama de la bataille de Sedan, qui ouvre ses portes à Francfort-sur-le-Main, dans une rotonde Diemont, le 1er septembre 1880. L'esquisse de ce panorama est conservée au château de Sedan.